# Знаки поштової оплати України 2008
Знаки поштової оплати України 2008 — перелік поштових марок, введених в обіг Укрпоштою у 2008 році.
З 18 січня по 25 грудня 2008 року було випущено 94 поштові марки, у тому числі 93 пам'ятні (комеморативні) поштові марки та одну стандартну сьомого випуску номіналом 0,30 гривні. Тематика комеморативних марок була присвячена знакам зодіаку, традиційним головним уборам українців та охопила ювілеї визначних дат, подій, пам'яті видатних діячів культури та інши.
Марки було надруковано державним підприємством «Поліграфічний комбінат „Україна“» (Київ).
Відсортовані за датою введення.

## Список комеморативних марок
| № у каталозі                                                            | Зображення | Опис та джерело | Номінал                    | Дата введення в обіг   | Тираж   | Дизайн                                      |
| ----------------------------------------------------------------------- | ---------- | --- | -------------------------- | ---------------------- | ------- | ------------------------------------------- |
| № 882                                                                   |            | Серія «Знаки зодіаку»: - Овен. | 1,00 гривня                | 18 січня 2008 року     | 200 000 | Наталія Андрійченко худ. Євгенія Гапчинська |
| № 883                                                                   |            | Серія «Знаки зодіаку»: - Телець. | 1,00 гривня                | 18 січня 2008 року     | 200 000 | Наталія Андрійченко худ. Євгенія Гапчинська |
| № 884                                                                   |            | Серія «Знаки зодіаку»: - Близнюки. | 1,00 гривня                | 18 січня 2008 року     | 200 000 | Наталія Андрійченко худ. Євгенія Гапчинська |
| № 885                                                                   |            | Серія «Знаки зодіаку»: - Рак. | 1,00 гривня                | 18 січня 2008 року     | 200 000 | Наталія Андрійченко худ. Євгенія Гапчинська |
| № 886                                                                   |            | Серія «Знаки зодіаку»: - Лев. | 1,00 гривня                | 18 січня 2008 року     | 200 000 | Наталія Андрійченко худ. Євгенія Гапчинська |
| № 887                                                                   |            | Серія «Знаки зодіаку»: - Діва. | 1,00 гривня                | 18 січня 2008 року     | 200 000 | Наталія Андрійченко худ. Євгенія Гапчинська |
| № 888                                                                   |            | Серія «Знаки зодіаку»: - Терези. | 1,00 гривня                | 18 січня 2008 року     | 200 000 | Наталія Андрійченко худ. Євгенія Гапчинська |
| № 889                                                                   |            | Серія «Знаки зодіаку»: - Скорпіон. | 1,00 гривня                | 18 січня 2008 року     | 200 000 | Наталія Андрійченко худ. Євгенія Гапчинська |
| № 890                                                                   |            | Серія «Знаки зодіаку»: - Стрілець. | 1,00 гривня                | 18 січня 2008 року     | 200 000 | Наталія Андрійченко худ. Євгенія Гапчинська |
| № 891                                                                   |            | Серія «Знаки зодіаку»: - Козеріг. | 1,00 гривня                | 18 січня 2008 року     | 200 000 | Наталія Андрійченко худ. Євгенія Гапчинська |
| № 892                                                                   |            | Серія «Знаки зодіаку»: - Водолій. | 1,00 гривня                | 18 січня 2008 року     | 200 000 | Наталія Андрійченко худ. Євгенія Гапчинська |
| № 893                                                                   |            | Серія «Знаки зодіаку»: - Риби. | 1,00 гривня                | 18 січня 2008 року     | 200 000 | Наталія Андрійченко худ. Євгенія Гапчинська |
| № 894 № 895 № 896 № 897                                                 |            | XXIX Олімпійські ігри. Пекін-2008: - Стрільба з лука; - Фехтування; - Велоспорт; - Веслування академічне. | 1,00 1,30 2,47 3,33 гривні | 26 січня 2008 року     | 230 000 | Володимир Таран                             |
| № 898                                                                   |            | «Власна марка» (вітальна). | 1,00 гривня                | 6 лютого 2008 року     | 100 012 | Тетяна Нестерова                            |
| № 900                                                                   |            | Серія «Перлини мистецького спадку Тараса Шевченка»: - Тарас Шевченко. Циганка-ворожка. 1841. | 1,00 гривня                | 23 лютого 2008 року    | 200 000 | Володимир Таран                             |
| № 901                                                                   |            | Серія «Перлини мистецького спадку Тараса Шевченка»: - Тарас Шевченко. Катерина. 1842. | 1,52 гривні                | 23 лютого 2008 року    | 200 000 | Володимир Таран                             |
| № 902                                                                   |            | Серія «Перлини мистецького спадку Тараса Шевченка»: - Тарас Шевченко. Автопортрет. 1840. | 2,47 гривні                | 23 лютого 2008 року    | 200 000 | Володимир Таран                             |
| № 903 № 904                                                             |            | Зчіпка «Європа»: - Чоловік пише лист на сувої паперу; - Жінка набирає текст на клавіатурі. | 2,47 3,33 гривні           | 12 березня 2008 року   | 150 000 | Володимир Таран Олексій Харук Сергій Харук  |
| Буклет: № 905 № 906                                                     |            | Блок «Європа»: - Чоловік пише лист на сувої паперу; - Жінка набирає текст на клавіатурі. | 2,47 3,33 гривні           | 12 березня 2008 року   | 30 000  | Володимир Таран Олексій Харук Сергій Харук  |
| № 907 № 908                                                             |            | Зчіпка 200-річчя від дня народження Миколи Гоголя (1809—1852). | 1,52 2,47 гривні           | 21 березня 2008 року   | 140 000 | Володимир Таран Олексій Харук Сергій Харук  |
| № 909                                                                   |            | Христос Воскрес!. | 1,00 гривня                | 11 квітня 2008 року    | 220 000 | Наталія Михайличенко                        |
| № 910 № 911 № 912 № 913 № 914 № 915 № 916 № 917 № 918                   |            | Спеціальний малий лист «Годинники» (З колекції Музею етнографії та художнього промислу у Львові): - Годинник коминковий поч. XIX ст., Франція; - Годинник коминковий II пол. XIX ст., Росія; - Годинник коминковий поч. XIX ст., Франція; - Годинник консольний кін. XVIII ст., Франція; - Годинник консольний XVIII ст., Франція; - Годинник консольний XVIII ст., Німеччина; - Годинник шафовий XVIII ст., Англія; - Годинник настільний XIX ст., Австрія; - Годинник коминковий сер. XIX ст., Франція. | 1,00 гривня                | 18 квітня 2008 року    | 140 000 | Світлана Бондар                             |
| № 910                                                                   |            | Спеціальний малий лист «Годинники»: - Годинник коминковий поч. XIX ст., Франція | 1,00 гривня                | 18 квітня 2008 року    | 140 000 | Світлана Бондар                             |
| № 911                                                                   |            | Спеціальний малий лист «Годинники»: - Годинник коминковий II пол. XIX ст., Росія | 1,00 гривня                | 18 квітня 2008 року    | 140 000 | Світлана Бондар                             |
| № 912                                                                   |            | Спеціальний малий лист «Годинники»: - Годинник коминковий поч. XIX ст., Франція | 1,00 гривня                | 18 квітня 2008 року    | 140 000 | Світлана Бондар                             |
| № 913                                                                   |            | Спеціальний малий лист «Годинники»: - Годинник консольний кін. XVIII ст., Франція | 1,00 гривня                | 18 квітня 2008 року    | 140 000 | Світлана Бондар                             |
| № 914                                                                   |            | Спеціальний малий лист «Годинники»: - Годинник консольний XVIII ст., Франція | 1,00 гривня                | 18 квітня 2008 року    | 140 000 | Світлана Бондар                             |
| № 915                                                                   |            | Спеціальний малий лист «Годинники»: - Годинник консольний XVIII ст., Німеччина | 1,00 гривня                | 18 квітня 2008 року    | 140 000 | Світлана Бондар                             |
| № 916                                                                   |            | Спеціальний малий лист «Годинники»: - Годинник шафовий XVIII ст., Англія | 1,00 гривня                | 18 квітня 2008 року    | 140 000 | Світлана Бондар                             |
| № 917                                                                   |            | Спеціальний малий лист «Годинники»: - Годинник настільний XIX ст., Австрія | 1,00 гривня                | 18 квітня 2008 року    | 140 000 | Світлана Бондар                             |
| № 918                                                                   |            | Спеціальний малий лист «Годинники»: - Годинник коминковий сер. XIX ст., Франція | 1,00 гривня                | 18 квітня 2008 року    | 140 000 | Світлана Бондар                             |
| № 919 № 920 № 921 № 922 № 923 № 924                                     |            | Блок «Собаки»: - Такса стандартна гладкошерста; - Американський бульдог; - Ротвейлер; - Чау-чау; - Шнауцер стандартний; - Німецька вівчарка. | 1,00 гривня                | 16 травня 2008 року    | 150 000 | Юліка Правдохіна                            |
| № 919                                                                   |            | Блок «Собаки»: - Такса стандартна гладкошерста. | 1,00 гривня                | 16 травня 2008 року    | 150 000 | Юліка Правдохіна                            |
| № 920                                                                   |            | Блок «Собаки»: - Американський бульдог. | 1,00 гривня                | 16 травня 2008 року    | 150 000 | Юліка Правдохіна                            |
| № 921                                                                   |            | Блок «Собаки»: - Ротвейлер. | 1,00 гривня                | 16 травня 2008 року    | 150 000 | Юліка Правдохіна                            |
| № 922                                                                   |            | Блок «Собаки»: - Чау-чау. | 1,00 гривня                | 16 травня 2008 року    | 150 000 | Юліка Правдохіна                            |
| № 923                                                                   |            | Блок «Собаки»: - Шнауцер стандартний. | 1,00 гривня                | 16 травня 2008 року    | 150 000 | Юліка Правдохіна                            |
| № 924                                                                   |            | Блок «Собаки»: - Німецька вівчарка. | 1,00 гривня                | 16 травня 2008 року    | 150 000 | Юліка Правдохіна                            |
| № 925 № 926 № 927 № 928 № 929 № 930                                     |            | Блок «Коти»: - Перська; - Селкірк рекс; - Екзотична короткошерста; - Бурма; - Сіамська; - Курильський бобтейл. | 1,00 гривня                | 16 травня 2008 року    | 150 000 | Юліка Правдохіна                            |
| № 925                                                                   |            | Блок «Коти»: - Перська. | 1,00 гривня                | 16 травня 2008 року    | 150 000 | Юліка Правдохіна                            |
| № 926                                                                   |            | Блок «Коти»: - Селкірк рекс. | 1,00 гривня                | 16 травня 2008 року    | 150 000 | Юліка Правдохіна                            |
| № 927                                                                   |            | Блок «Коти»: - Екзотична короткошерста. | 1,00 гривня                | 16 травня 2008 року    | 150 000 | Юліка Правдохіна                            |
| № 928                                                                   |            | Блок «Коти»: - Бурма. | 1,00 гривня                | 16 травня 2008 року    | 150 000 | Юліка Правдохіна                            |
| № 929                                                                   |            | Блок «Коти»: - Сіамська. | 1,00 гривня                | 16 травня 2008 року    | 150 000 | Юліка Правдохіна                            |
| № 930                                                                   |            | Блок «Коти»: - Курильський бобтейл. | 1,00 гривня                | 16 травня 2008 року    | 150 000 | Юліка Правдохіна                            |
| № 931 № 932 № 933 № 934                                                 |            | Блок «Кримський природний заповідник»: - Гриф чорний; - Лебедячі острови; - Олень благородний; - Смілка яйлинська. | 1,00 гривня                | 18 червня 2008 року    | 120 000 | Микола Кочубей                              |
| № 935 № 936                                                             |            | Блок «90 років першим поштовим маркам Української держави»: - 10 шагів; - 20 шагів. | 2,47 3,33 гривні           | 4 липня 2008 року      | 120 000 | Олександр Калмиков                          |
| № 937 № 938 № 939                                                       |            | Блок «90 років першим поштовим маркам Української держави»: - 40 шагів; - 50 шагів; - 30 шагів. | 1,00 2,47 3,33 гривні      | 4 липня 2008 року      | 120 000 | Олександр Калмиков                          |
| № 940                                                                   |            | «Михайлівський золотоверхий монастир. 900 років». | 3,33 гривні                | 11 липня 2008 року     | 100 000 | Володимир Таран Олексій Харук Сергій Харук  |
| № 941                                                                   |            | Серія «Локомотивобудування в Україні»: - Тепловоз серії ТЭП10. | 1,00 гривня                | 8 серпня 2008 року     | 200 000 | Валерій Руденко                             |
| № 942                                                                   |            | Серія «Локомотивобудування в Україні»: - Тепловоз серії 2ТЭ10Л. | 1,00 гривня                | 8 серпня 2008 року     | 200 000 | Валерій Руденко                             |
| № 943                                                                   |            | Серія «Локомотивобудування в Україні»: - Тепловоз серії М62. | 1,00 гривня                | 8 серпня 2008 року     | 200 000 | Валерій Руденко                             |
| № 944                                                                   |            | Серія «Локомотивобудування в Україні»: - Тепловоз серії ТЭ109. | 1,00 гривня                | 8 серпня 2008 року     | 200 000 | Валерій Руденко                             |
| № 945                                                                   |            | Серія «Українська пісня»: - Колядки. | 1,00 гривня                | 5 вересня 2008 року    | 200 000 | Микола Кочубей                              |
| № 946                                                                   |            | Серія «Українська пісня»: - Веснянки-гаївки. | 1,00 гривня                | 5 вересня 2008 року    | 200 000 | Микола Кочубей                              |
| № 947                                                                   |            | Серія «Українська пісня»: - Козацькі пісні. | 1,00 гривня                | 5 вересня 2008 року    | 200 000 | Микола Кочубей                              |
| № 948                                                                   |            | Серія «Українська пісня»: - Чумацькі пісні. | 1,00 гривня                | 5 вересня 2008 року    | 200 000 | Микола Кочубей                              |
| № 949 № 950                                                             |            | Зчіпка «Україна — Азербайджан»: - Колт; - Богазалті. | 2,47 3,33 гривні           | 17 вересня 2008 року   | 150 000 | Олександр Калмиков                          |
| № 951                                                                   |            | Українсько-шведські воєнно-політичні союзи XVII—XVIII ст. Марка + 4 купони. | 1,00 гривня                | 1 жовтня 2008 року     | 330 000 | Володимир Таран Олексій Харук Сергій Харук  |
| № 952                                                                   |            | XI Національна філателістична виставка «Укрфілексп-2008». | 1,00 гривня                | 3 жовтня 2008 року     | 250 000 | Ольга Верменич                              |
| № 953                                                                   |            | «Укрфілексп-2008» Чернівці. | 1,00 гривня                | 3 жовтня 2008 року     | 50 000  | Наталія Андрійченко                         |
| № 954                                                                   |            | Чернівці — 600 років. | 1,00 гривня                | 4 жовтня 2008 року     | 250 000 | Олеся Варкач                                |
| № 955                                                                   |            | Батуринська трагедія — 300 років. | 1,00 гривня                | 24 жовтня 2008 року    | 200 000 | Генадій Задніпряний                         |
| № 956                                                                   |            | З Різдвом Христовим!. | 1,00 гривня                | 21 листопада 2008 року | 250 000 | Юліка Правдохіна                            |
| № 957                                                                   |            | З Новим роком!. | 1,00 гривня                | 21 листопада 2008 року | 280 000 | Юліка Правдохіна                            |
| № 958                                                                   |            | Марко Вовчок (1833—1907). | 1,00 гривня                | 28 листопада 2008 року | 170 000 | Олексій Базилевич                           |
| № 959 № 960 № 961 № 962 № 963 № 964 № 965 № 966 № 967 № 968 № 969 № 970 |            | Спеціальний малий лист «Традиційні головні убори українців»: - Рівненська область (№ 962, № 966, № 970); - Львівська область (№ 967, № 969); - Гуцульщина (№ 963, № 968); - Лемківщина (№ 964); - Покуття (№ 965). | 1,00 гривня                | 10 грудня 2008 року    | 170 000 | Сергій Лук'яненко                           |
| № 959                                                                   |            | «Традиційні головні убори українців»: - Очіпок і хустка, Черкащина. | 1,00 гривня                | 10 грудня 2008 року    | 170 000 | Сергій Лук'яненко                           |
| № 960                                                                   |            | «Традиційні головні убори українців»: - Перемітка, Тернопільщина. | 1,00 гривня                | 10 грудня 2008 року    | 170 000 | Сергій Лук'яненко                           |
| № 961                                                                   |            | «Традиційні головні убори українців»: - Весільний головний убор, Тернопільщина. | 1,00 гривня                | 10 грудня 2008 року    | 170 000 | Сергій Лук'яненко                           |
| № 962                                                                   |            | «Традиційні головні убори українців»: - Намітка, Рівненщина. | 1,00 гривня                | 10 грудня 2008 року    | 170 000 | Сергій Лук'яненко                           |
| № 963                                                                   |            | «Традиційні головні убори українців»: - Хустка тернова, Гуцульщина. | 1,00 гривня                | 10 грудня 2008 року    | 170 000 | Сергій Лук'яненко                           |
| № 964                                                                   |            | «Традиційні головні убори українців»: - Чіпець і хустина, Лемківщина. | 1,00 гривня                | 10 грудня 2008 року    | 170 000 | Сергій Лук'яненко                           |
| № 965                                                                   |            | «Традиційні головні убори українців»: - Весільний головний убор, Покуття. | 1,00 гривня                | 10 грудня 2008 року    | 170 000 | Сергій Лук'яненко                           |
| № 966                                                                   |            | «Традиційні головні убори українців»: - Перемітка, Рівненщина. | 1,00 гривня                | 10 грудня 2008 року    | 170 000 | Сергій Лук'яненко                           |
| № 967                                                                   |            | «Традиційні головні убори українців»: - Бавниця і хустина, Львівщина. | 1,00 гривня                | 10 грудня 2008 року    | 170 000 | Сергій Лук'яненко                           |
| № 968                                                                   |            | «Традиційні головні убори українців»: - Крисаня, Гуцульщина. | 1,00 гривня                | 10 грудня 2008 року    | 170 000 | Сергій Лук'яненко                           |
| № 969                                                                   |            | «Традиційні головні убори українців»: - Очіпок, Львівщина. | 1,00 гривня                | 10 грудня 2008 року    | 170 000 | Сергій Лук'яненко                           |
| № 970                                                                   |            | «Традиційні головні убори українців»: - Чоловічий головний убір «магерка», Рівненщина. | 1,00 гривня                | 10 грудня 2008 року    | 170 000 | Сергій Лук'яненко                           |
| № 971                                                                   |            | В'ячеслав Чорновіл (1937—1999). | 1,00 гривня                | 24 грудня 2008 року    | 350 000 | Василь Лопата                               |
| № 972 № 973 № 974 № 975 № 976 № 977                                     |            | Блок «Український народний одяг». | 1,00 гривня                | 25 грудня 2008 року    | 100 000 | Микола Кочубей                              |
| № 972 № 973                                                             |            | Блок «Український народний одяг»: - Крим. Свято Преображення Господнього; - Крим. Хрещення. | 1,00 гривня                | 25 грудня 2008 року    | 100 000 | Микола Кочубей                              |
| № 974 № 975                                                             |            | Блок «Український народний одяг»: - Дніпропетровщина. Вінчання; - Дніпропетровщина. Дожинки. | 1,00 гривня                | 25 грудня 2008 року    | 100 000 | Микола Кочубей                              |
| № 976 № 977                                                             |            | Блок «Український народний одяг»: - Луганщина. Свято Кирила та Мефодія; - Луганщина. Спиридона чудотворця. | 1,00 гривня                | 25 грудня 2008 року    | 100 000 | Микола Кочубей                              |

## Сьомий випуск стандартних марок
| № у каталозі | Зображення | Опис та джерело | Номінал     | Дата введення в обіг | Тираж   | Дизайн            |
| ------------ | ---------- | --------------- | ----------- | -------------------- | ------- | ----------------- |
| № 899        |            | «Люлька»        | 0,30 гривні | 15 лютого 2008 року  | масовий | Наталія Фандікова |

## Конверти першого дня гашений
| № у каталозі | Конверт | Штемпель | Опис та джерело                | Дата введення в обіг | Тираж | Дизайн             |
| ------------ | ------- | -------- | ------------------------------ | -------------------- | ----- | ------------------ |
| № kpd361     |         |          | В'ячеслав Чорновіл (1937—1999) | 24 грудня 2008 року  | 6 000 | Олександр Калмиков |